# Terminalia virens
Terminalia virens là một loài thực vật có hoa trong họ Trâm bầu. Loài này được (Spruce ex Eichler) Alwan & Stace miêu tả khoa học đầu tiên năm 1989.